# Möbius-Inversion
Die Möbius-Inversion oder auch Möbiussche Umkehrformel geht auf August Ferdinand Möbius zurück und erlaubt es, eine zahlentheoretische Funktion aus ihrer summatorischen Funktion zu rekonstruieren. 
Gegeben seien eine zahlentheoretische Funktion
{\displaystyle f\colon \mathbb {N} \to \mathbb {C} }
und ihre summatorische Funktion
{\displaystyle F\colon \mathbb {N} \to \mathbb {C} ,\quad F(n)=\sum _{d\mid n}f(d)}.
Dann gilt für jede natürliche Zahl {\displaystyle n}
{\displaystyle f(n)=\sum _{d\mid n}\mu (d)F\left({\frac {n}{d}}\right)=\sum _{d\mid n}\mu \left({\frac {n}{d}}\right)F(d)},
wobei {\displaystyle \mu } die Möbiusfunktion auf {\displaystyle \mathbb {N} } mit Werten in {\displaystyle \{-1,0,1\}} bezeichnet.

## Verallgemeinerung
Beim Nachweis der Umkehrformel wird vom Zielbereich {\displaystyle \mathbb {C} } der zahlentheoretischen Funktionen lediglich benutzt, dass {\displaystyle (\mathbb {C} ,+,0)} eine abelsche Gruppe ist. Für multiplikativ notierte abelsche Gruppen {\displaystyle (G,\cdot ,1)} erhält die Möbiussche Umkehrformel also die folgende Form:
Gegeben seien eine zahlentheoretische Funktion
{\displaystyle f\colon \mathbb {N} \to G}
und ihre „summatorische“ Funktion
{\displaystyle F\colon \mathbb {N} \to G,\quad F(n)=\prod _{d\mid n}f(d).}
Dann gilt für jede natürliche Zahl  {\displaystyle n}
{\displaystyle f(n)=\prod _{d\mid n}F\left({\frac {n}{d}}\right)^{\mu (d)}=\prod _{d\mid n}F(d)^{\mu \left({\frac {n}{d}}\right)}=\prod _{de=n}F(d)^{\mu (e)},}
wobei {\displaystyle \mu } die Möbiusfunktion auf {\displaystyle \mathbb {N} } mit Werten in {\displaystyle \{-1,0,1\}} bezeichnet. 
Diese Form liefert mit {\displaystyle (G,\cdot ,1)=(\mathbb {Q} (X)^{\times },\cdot ,1)} für das Kreisteilungspolynom {\displaystyle \Phi _{n}(X)\in \mathbb {Z} [X]} eine explizite Definition, allerdings im (gebrochen-)rationalen Funktionenkörper {\displaystyle \mathbb {Q} (X)}, also im Quotientenkörper der Polynomalgebra {\displaystyle \mathbb {Q} [X]}. Dass {\displaystyle \Phi _{n}(X)\in \mathbb {Q} [X]} und sogar {\displaystyle \Phi _{n}(X)\in \mathbb {Z} [X]}, erfordert weitere, gleichwohl einfache Argumente.